# 알파 은행 (그리스)
알파 은행(그리스어: Αλφα Τράπεζα, 영어: Alpha Bank)은 그리스의 은행이다. 1879년 설립되었으며 본부는 그리스의 아테네에 있다. 2014년 기준으로 전세계에 1,032개(Q4 2014)의 지점(그리스 403개 포함)이 있다. 직원수는 15.193 명(Q4 2014)이다.
자회사로는 알파 은행 키프로스 (주), 알파 은행 루마니아, 알파 은행 불가리아, 알파 은행 베오그라드, 알파 은행 스코페, 알파 은행 알바니아, 알파 은행 런던, 알파 인슈어런스(주)가 있다.